# Denis-Simon de Marquemont
Denis-Simon de Marquemont (ur. 30 września 1572 w Paryżu, zm. 16 września 1626 w Rzymie) – francuski duchowny katolicki, arcybiskup Lyonu, prymas Galii, kardynał.

## Życiorys
Pochodził z arystokratycznego rodu. W grudniu 1603 w Paryżu przyjął święcenia kapłańskie. 5 listopada 1612 został wybrany arcybiskupem Lyonu (urząd powiązany z tytułem prymasa Galii), którym pozostał już do śmierci. 11 listopada 1612 w Rzymie przyjął sakrę z rąk kardynała François de La Rochefoucaulda (współkonsekratorami byli arcybiskup Volpiano Volpi i biskup Alessandro Borghi). 19 stycznia 1626 Urban VIII wyniósł go do godności kardynalskiej, a 9 lutego 1626 nadał mu tytuł kardynała prezbitera Kościoła Santissima Trinità dei Monti.